# Muzeum Poczty Malty
Muzeum Poczty Malty (malt. Mużew tal-Posta ta' Malta, ang. Malta Postal Museum) – muzeum poczty w Valletcie na Malcie, prowadzone przez maltańskiego operatora pocztowego MaltaPost, otwarte 17 czerwca 2016 roku.
Muzeum mieści się w odnowionej XX-wiecznej kamienicy w centrum Valletty, w pobliżu Pałacu Wielkiego Mistrza oraz kościoła Matki Bożej z Damaszku (Our Lady of Damascus).

## Historia
MaltaPost ogłosiła swój zamiar utworzenia muzeum pocztowego we wrześniu 2010 roku. W roku 2012 Malta Environment and Planning Authority (MEPA) zgodziła się na przekształcenie budynku pod nr 135 przy Archbishop Street w Valletcie, aby mógł on pomieścić wspomniane muzeum. W roku 2014 Postal Heritage Trust podarował MaltaPost Royal Mail van, pillar box (wolnostojąca skrzynka pocztowa w kształcie filara), ścienną skrzynkę pocztową oraz mundury, aby umieścić je w muzeum.
Działalność muzeum zainaugurowana została przez prezydent Malty Marie-Louise Coleiro Preca 17 czerwca 2016 roku, a 20 czerwca zostało ono otwarte dla publiczności. Muzeum jest wspomagane przez Europejski Fundusz Rozwoju Regionalnego UE.
17 czerwca 2016 roku w Biurze Filatelistycznym w Marsa używany był okolicznościowy datownik pocztowy, upamiętniający otwarcie muzeum.

## Budynek

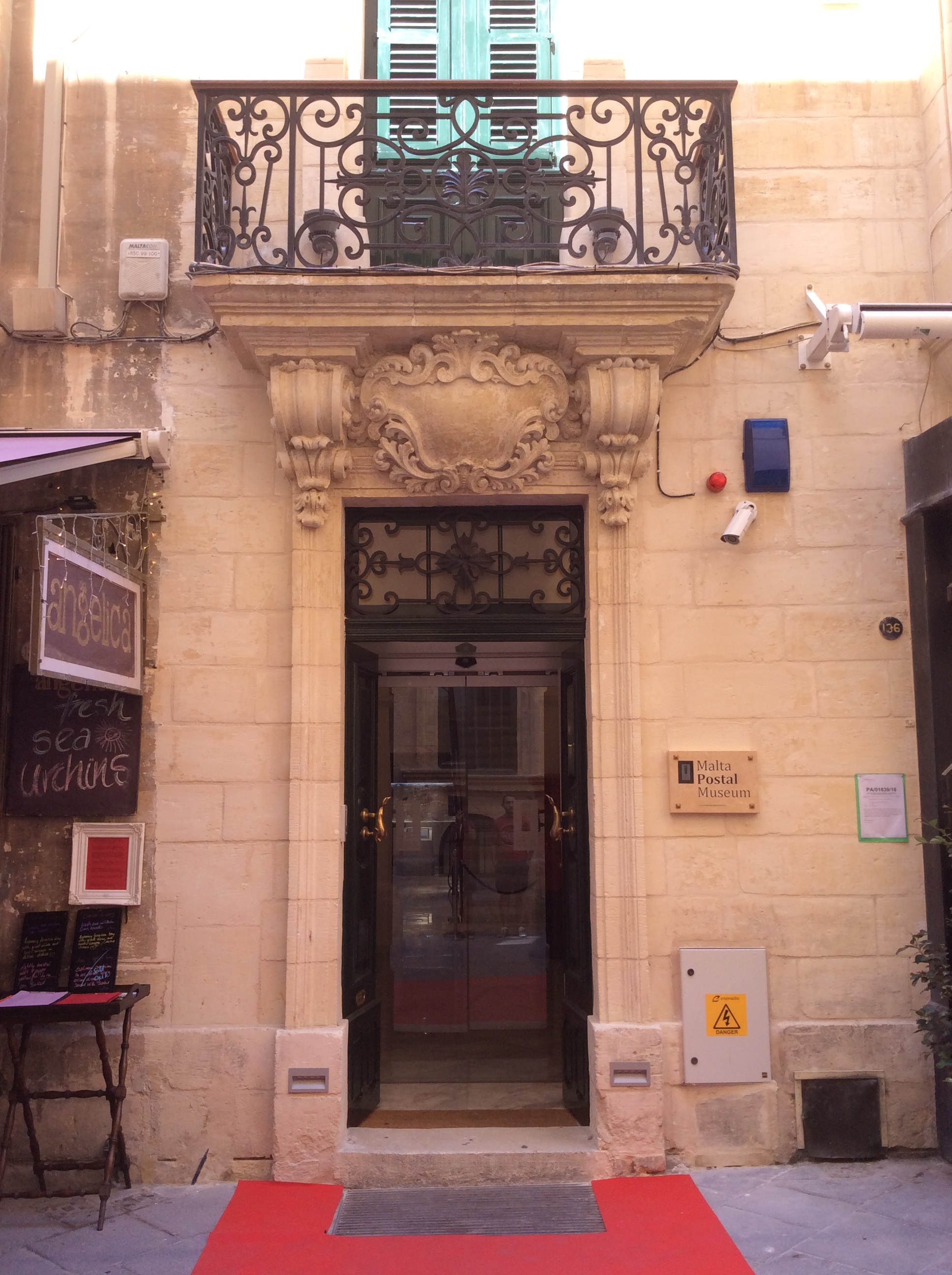
Główne wejście do muzeum

Muzeum mieści się w odrestaurowanym budynku przy Archbishop Street 135 w Valletcie, blisko kościoła Matki Bożej z Damaszku (Our Lady of Damascus). Oryginalnie na tym miejscu stał dom należący do arystokratki Cateriny Vitale (znanej jako fundatorka Szpitala Nieuleczalnych Kobiet – Casetta), później przejęty przez Monte della Redenzione degli Schiavi. Został on zniszczony podczas II wojny światowej w roku 1942 podczas bombardowania lotniczego. Budynek, który mieści dziś muzeum, zbudowany został w roku 1947 jako trzykondygnacyjna kamienica. Jego architektem jest Giuseppe Cachia Caruana. Czwarta kondygnacja została dobudowana, kiedy MaltaPost przejęła obiekt w roku 2011.

## Kolekcje i wystawy
Kolekcja Muzeum Poczty Malty zawiera dokumenty i inne przedmioty mające związek z historią poczty Malty od XVI wieku po czasy współczesne, na równi z wszystkimi maltańskimi znaczkami pocztowymi wydanymi od roku 1860 (Halfpenny Yellow) do 2010. Kolekcja jest tak zorganizowana, aby pokazać rolę jaką pełniły usługi pocztowe w różnych okresach historii Malty.
W muzeum znajduje się sklep z pamiątkami, dział dla dzieci oraz dwie galerie przeznaczone na wystawy okazjonalne. Pierwsza wystawa przedstawiała prace Emvina Cremony, najbardziej znanego maltańskiego projektanta znaczków.
Muzeum otwarte jest dla zwiedzających od poniedziałku do soboty.

## Galeria

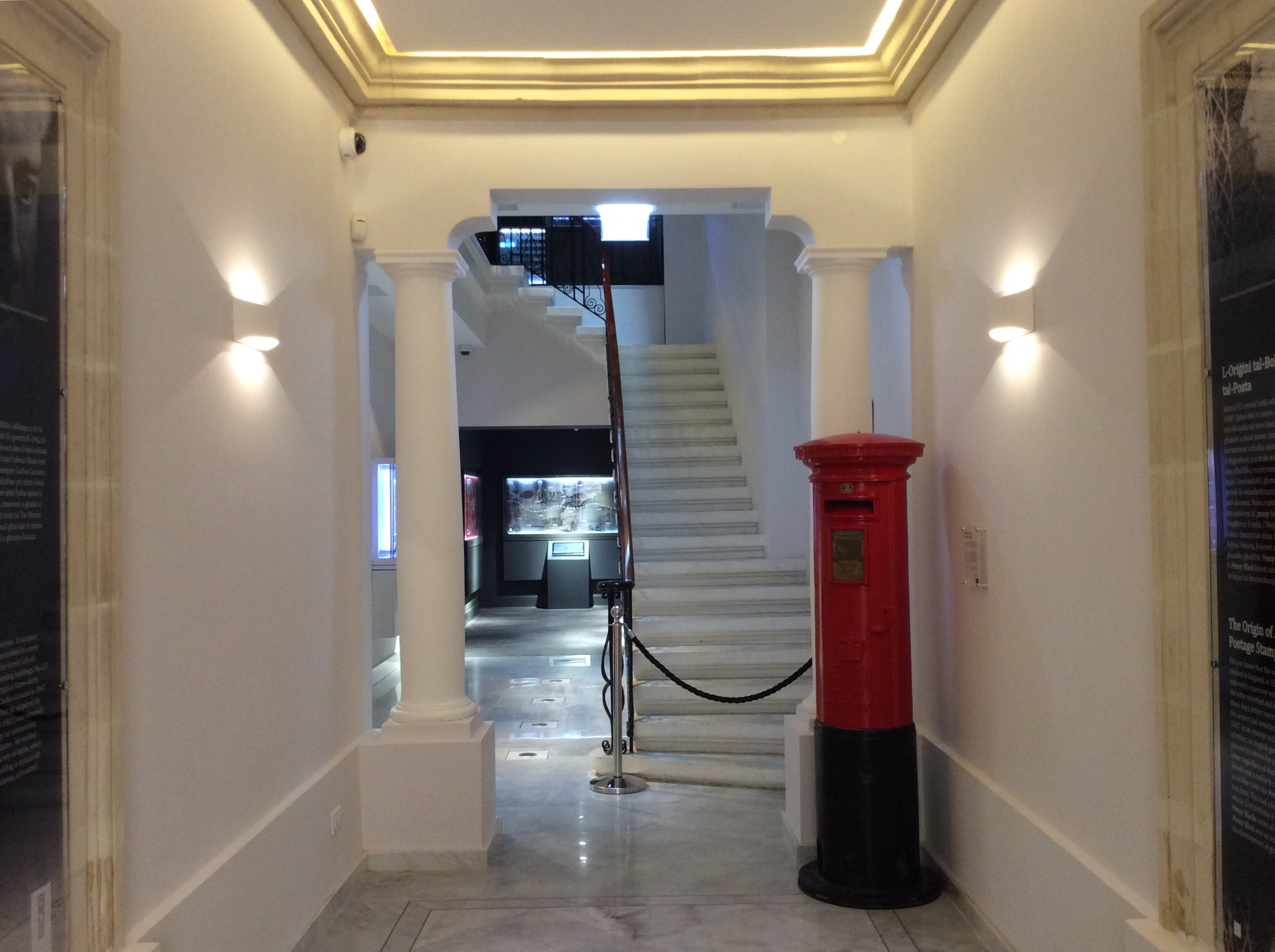
Wejście
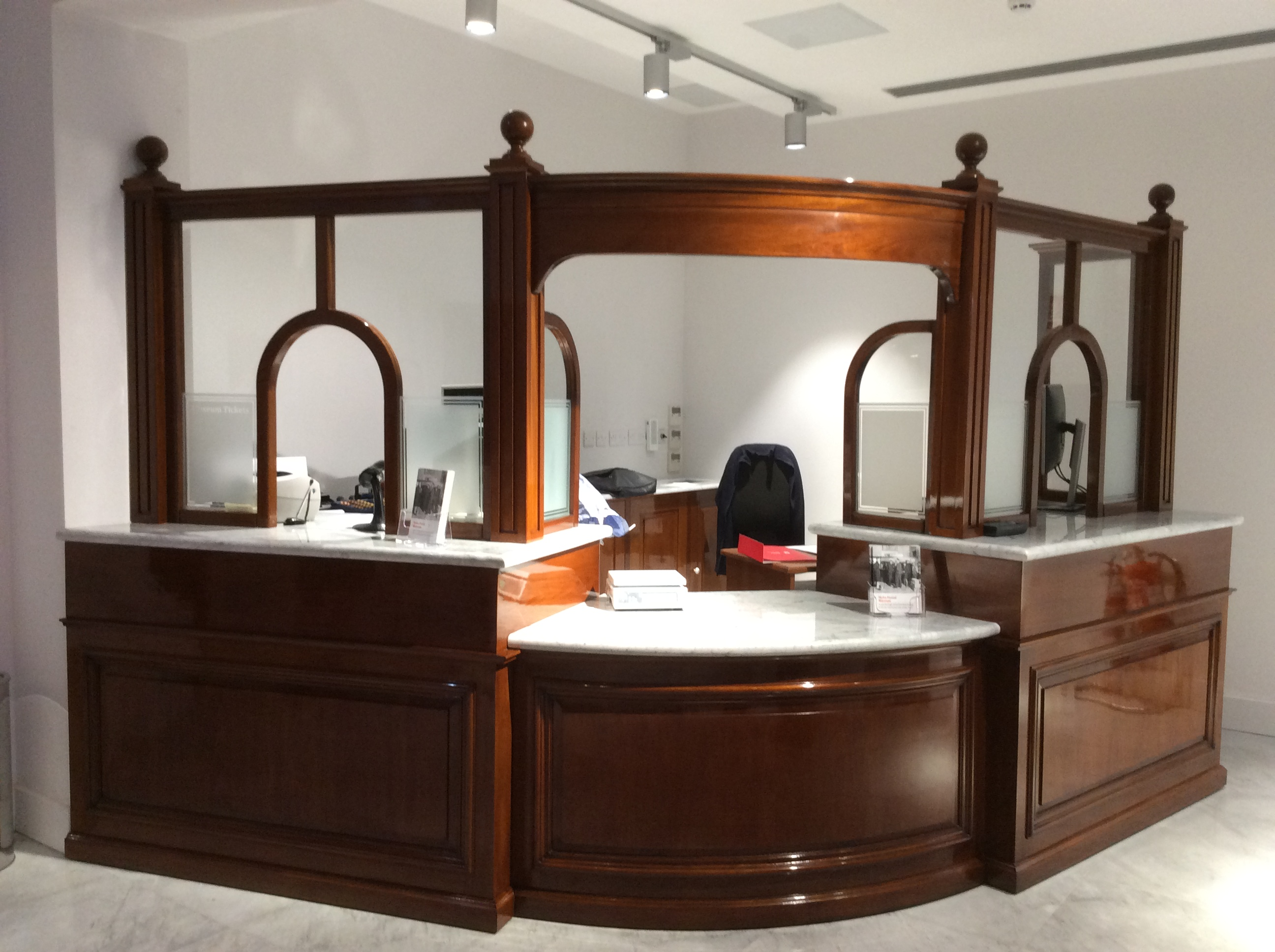
Recepcja (replika "okienek" urzędu pocztowego)
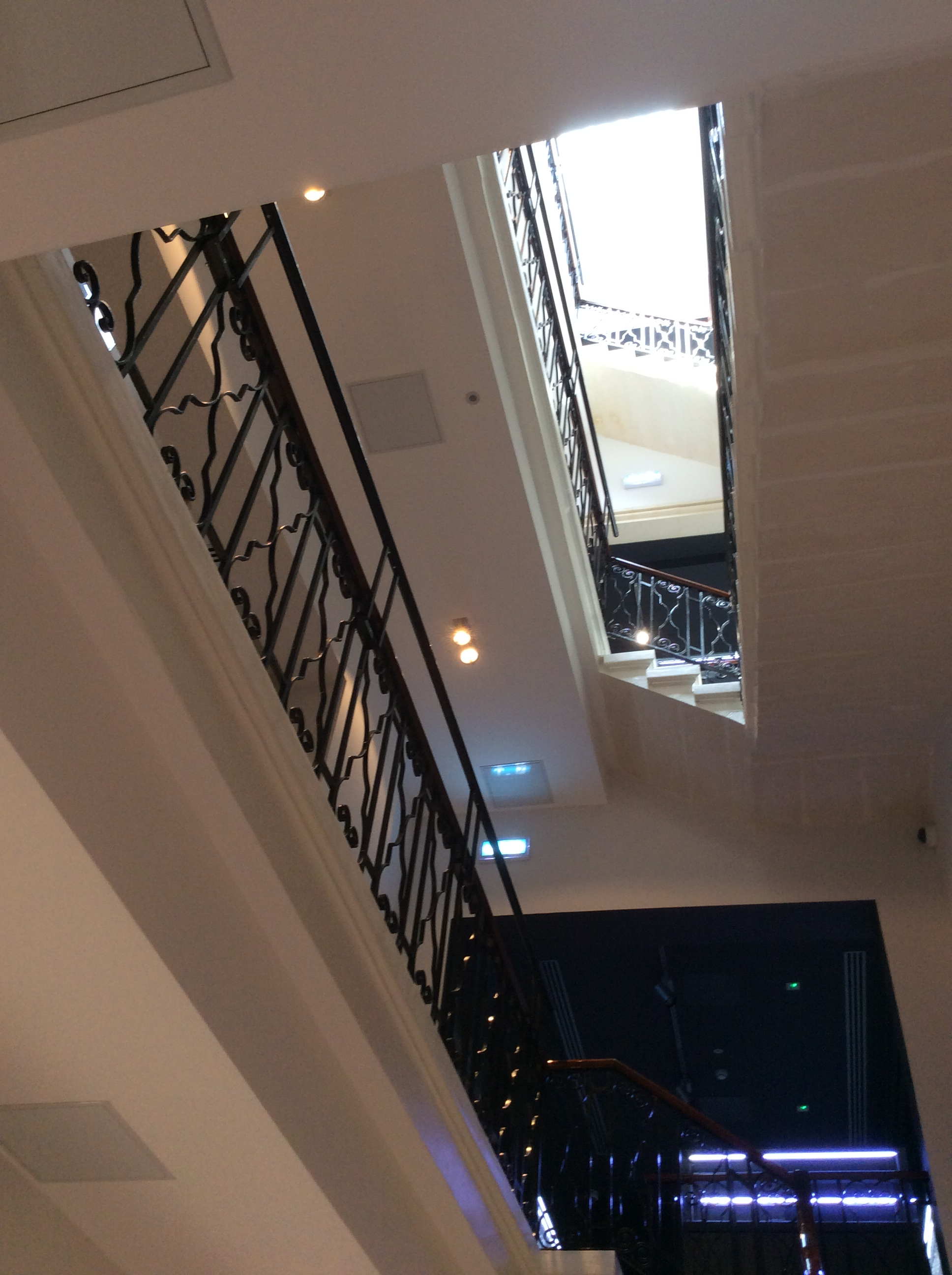
Schody